# Nördlicher Lacló
Der Nördliche Lacló, auch Lacló, Mota Laclo und Mota Lakló (Tetum: Ribeira de Lacló, Portugiesisch: Ribeira de Lacló do Norte oder Rio Lacló do Norte), ist ein Fluss, der das größte hydrografische Becken Osttimors bildet.

## Verlauf

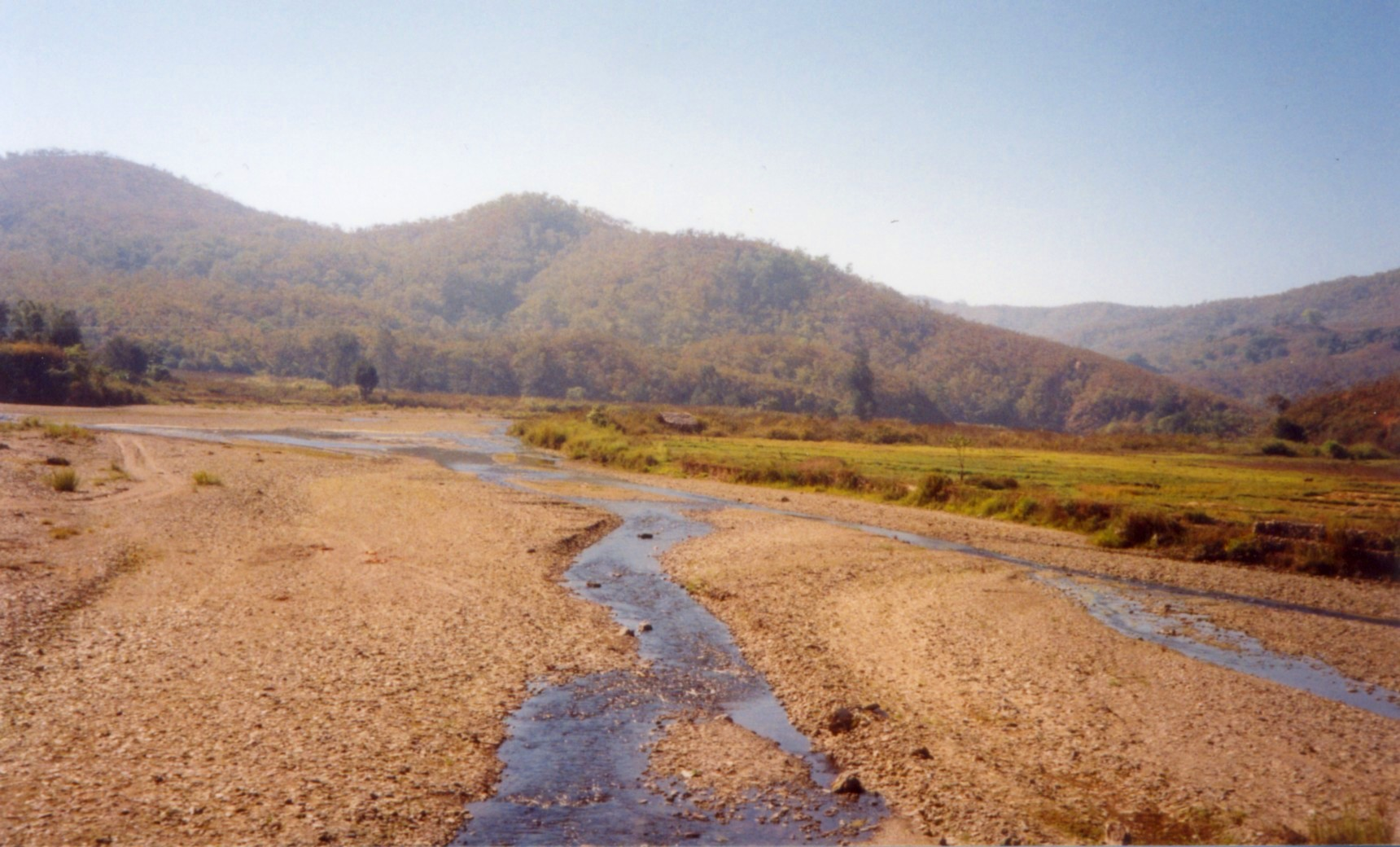
Ein Nebenfluss des Laclós in Aileu

Der Nördliche Lacló und seine Nebenflüsse erreichen eine Gesamtlänge von 485 km. Neben dem Lóis ist er einer der wenigen Flüsse, die im Nordteil der Insel ganzjährig Wasser führen, da sie aus dem Süden gespeist werden.
Der Nördliche Lacló entspringt dem Bericuteweiher südlich von Dili, fließt dann nach Nordosten durch das Verwaltungsamt Laclo, wo mehrere Flüsse in ihn münden, und erreicht die timoresische Nordküste zwischen dem Ponta de Subaio und der Baía de Lanessana bei Manatuto in der gleichnamigen Gemeinde.

## Brücken

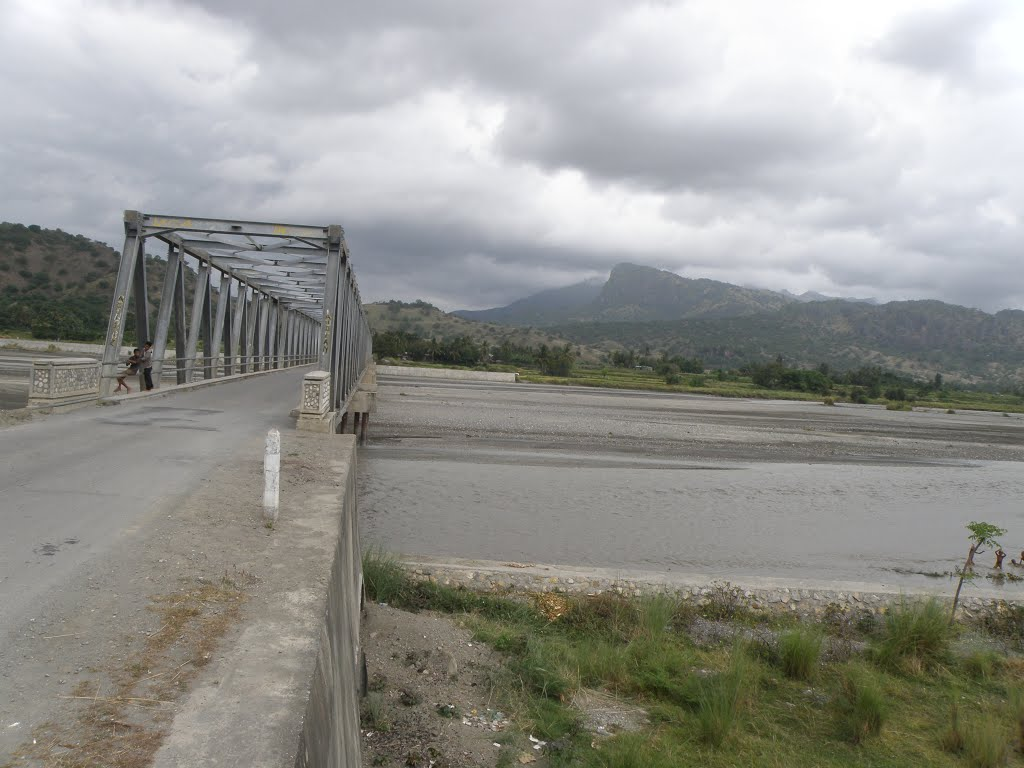
Brücke beim Ort Manatuto

In den 1960er Jahren wurde durch die Portugiesen erstmals eine Brücke über den Lacló gebaut. Doch nur kurz nach der Einweihung wurde sie weggeschwemmt. Der Architekt wurde entlassen, fand aber eine Anstellung bei der Firma, die mit dem Wiederaufbau der Brücke beauftragt war. Nachdem sie nach einigen Jahren wieder aufgebaut war, brach die Brücke erneut zusammen.

## Trivia
Zum Südlichen Lacló, der von den zentralen Bergen aus nach Süden in die Timorsee fließt, gibt es keine direkte Verbindung.